# La Blonde platine
Pour les articles homonymes, voir Platinum.
Pour plus de détails, voir Fiche technique et Distribution.

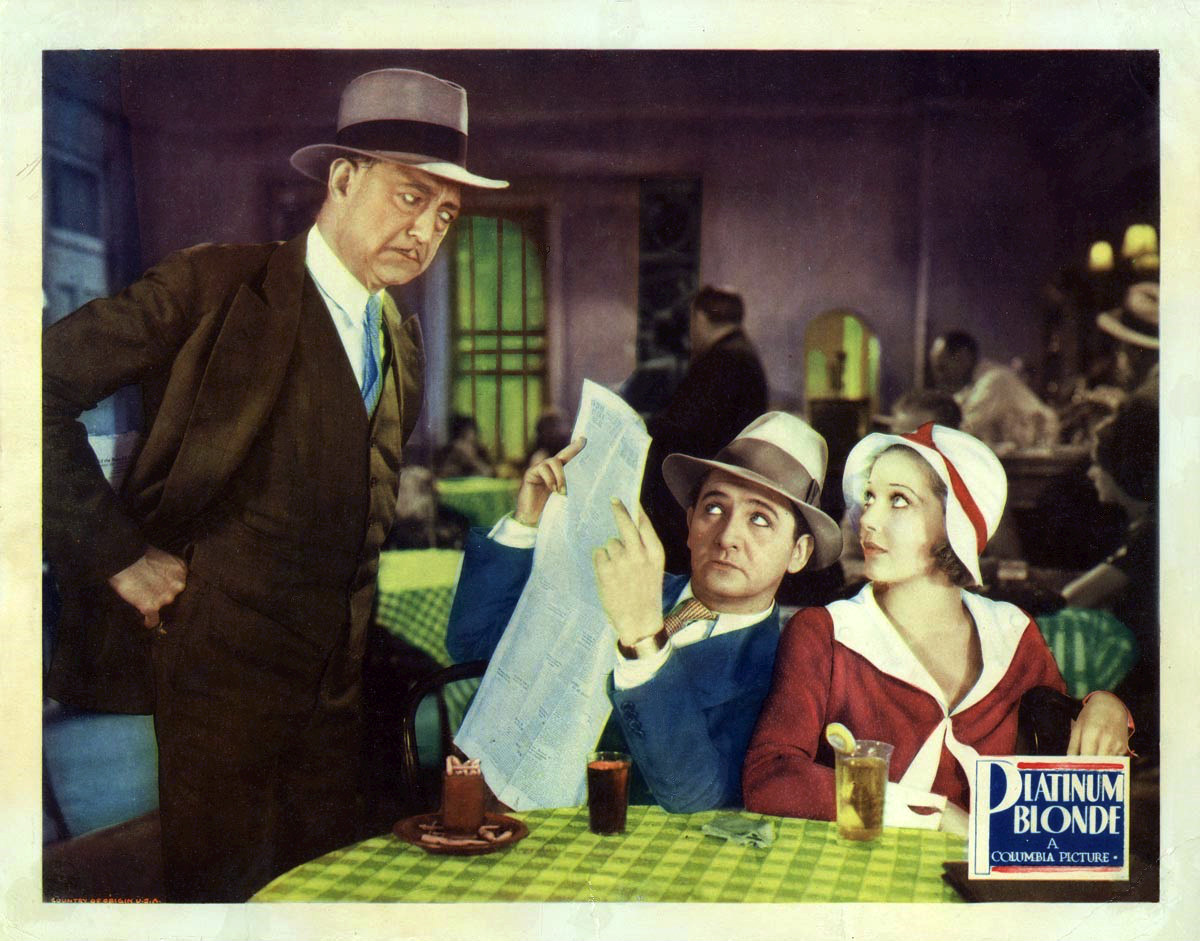
Edmund Breese, Robert Williams et Loretta Young (de g. à d.)

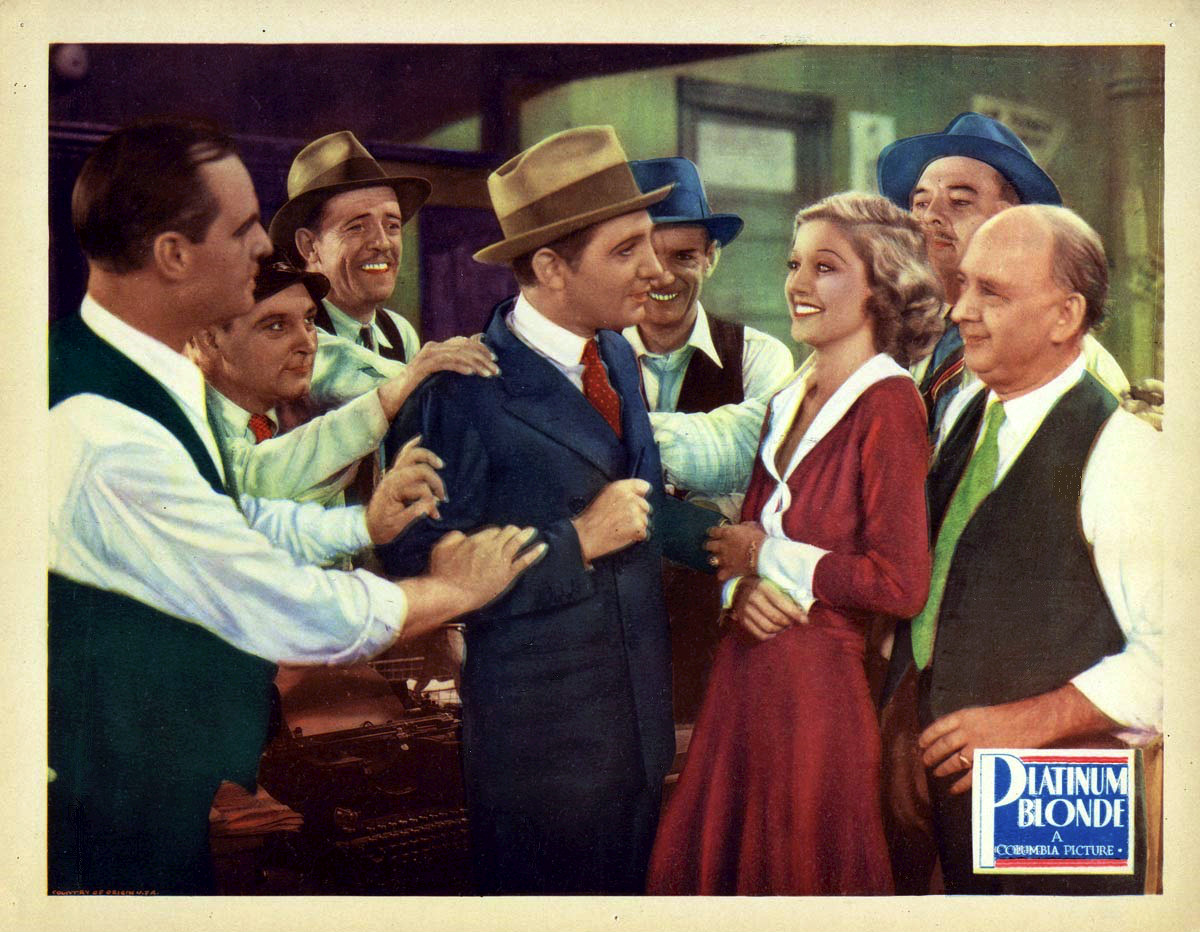
Robert Williams (au centre) et Loretta Young.

La Blonde platine (titre original : Platinum blonde) est un film américain en noir et blanc réalisé par Frank Capra, sorti en 1931.

## Synopsis
Stew Smith, reporter dans la presse à scandale, enquête sur la rupture de fiançailles de Michael Schuyler et tombe amoureux de sa sœur Anne, une riche héritière qu'il épouse au grand dam de sa famille. Anne aimerait le transformer en un parfait gentleman et elle l'introduit dans la haute société, mais il ne parvient pas à s'acclimater à la société qui l'entoure et qui la courtise.

## Fiche technique
- Titre : La Blonde platine
- Titre original : Platinum blonde
- Réalisation : Frank Capra
- Assistant réalisateur : Charles C. Coleman (non crédité)
- Scénario : Jo Swerling d'après une histoire de Harry Chandlee et Douglas W. Churchill
- Adaptation et dialogues : Dorothy Howell et Robert Riskin
- Photographie : Joseph Walker
- Montage : Gene Milford
- Direction artistique : Stephen Goosson (non crédité)
- Musique : David Broekman (non crédité)
- Producteurs : Frank Capra et Harry Cohn
- Société de production et de distribution : Columbia Pictures
- Pays de production :  États-Unis
- Langue originale : anglais américain
- Format : noir et blanc — 35 mm — 1,37:1 — son : mono (Western Electric System)
- Genre : comédie
- Durée : 89 minutes (1 h 29)
- Date de sortie : 
  - États-Unis : 31 octobre 1931

## Distribution
- Loretta Young : Gallager
- Robert Williams : Stew Smith
- Jean Harlow : Anne Schuyler
- Halliwell Hobbes : Smythe, le domestique
- Reginald Owen : Dexter Grayson
- Louise Closser Hale : Mme Schuyler
- Edmund Breese : Conroy
- Donald Dillaway : Michael Schuyler
- Walter Catlett : Binji
- Claud Allister : Dawson, le valet
- Tom London : un journaliste

## Commentaire et fin du film
Stew Smith refuse d'être appelé "Le mari d'Anne Schuyler" et d'être comme "un oiseau dans une cage dorée" avec un valet (Dawson) pour l'habiller le matin avec des fixe chaussettes de luxe et des cravates exclusives à porter. Il souhaite garder son poste de reporter de presse à scandale et emmener sa riche épouse dans son petit appartement, en ne vivant plus dans sa riche demeure. Mais son épouse Anne (la blonde platine) refuse car elle ne peut concevoir de changer de son milieu de la "haute société" sans déchoir. Las d'avoir à apprendre à danser dans les réceptions organisées par sa belle-mère qui reçoit tantôt un ambassadeur, puis le maire de New York et des financiers, il regrette ses amis d'antan qui mangent et boivent ensemble dans un bistrot familier du milieu de la presse avec ses amis et ses ennemis reporters qui se piquent des articles entre eux. Il veut écrire le roman de sa vie à la machine à écrire, mais il n'arrive pas à le situer au Mexique où en Norvège, sans l'aide d'une assistante de rédaction de son journal (Gallager jouée par Loretta Young) qu'il invite et impose ensuite dans sa riche demeure, et qui suscite la jalousie immédiate de sa riche et belle épouse. Mais l'ayant présentée comme son "assistante de presse", son épouse Anne (la blonde platine jouée par Jean Harlow) l'ignore après car dans son milieu on ne s'intéresse pas au personnel de classe sociale inférieure au mari qu'elle s'est choisie et qu'elle a épousée très rapidement attirée par son sex-appeal impertinent et irrésistible.
Anne Schuyler et ses parents partent en réception hors de leur demeure, non suivi de Stew Smith qui ne les a pas suivis. Il en profite pour inviter  son assistante Gallager, laquelle invite ensuite tous ses anciens amis et ennemis à venir, qui entrent en masse dans la riche maison et font la fête en jouant du piano, en dansant et buvant, et en soûlant Smythe le domestique permanent et familier qui reçoit ivre et irrespectueux la famille Schuyler de retour de leur réception où Stew Smith a refusé d'aller. La famille outrée du mari rebelle et provocateur insocial, jette dehors Stew Smith et ses invités scandaleux imprévus. Puis Stew Smith revenu chez lui chez les Schuyler, reçoit dans sa belle demeure une visite imprévue qui lui signifie sa demande de divorce en lui demandant combien il veut comme pension pour son divorce. Smith refuse toute pension de la part de la famille, et il repart chez lui dans son petit appartement d'où il appelle son amie Gallager pour l'aider dans son roman qu'il n'arrive pas à situer. Elle lui propose alors d'écrire son histoire présente en incluant son divorce actuel et sa rencontre avec elle. Il se rend enfin compte qu'il aime  Gallager depuis toujours et il l'embrasse amoureusement à la fin du film, ce qi présume un futur mariage qui succèdera au précédent.
Dans cette satire tout à la fois critique et aussi comique des milieux riches de la haute société qui ignorent la presse et les classes sociales inférieures aux milieux des politiques des financiers et des affairistes, Frank Capra exprime en 1931, après la crise de 1929 qui a ruinée l'Amérique et fait beaucoup de pauvres, le retour aux sources d'un journalisme indépendant du pouvoir, de l'argent et du sexe.